# Villas de Guadalupe, Aguascalientes
Villas de Guadalupe är en ort i Mexiko.   Den ligger i kommunen Jesús María och delstaten Aguascalientes, i den centrala delen av landet, 400 km nordväst om huvudstaden Mexico City. Villas de Guadalupe ligger 1 880 meter över havet och antalet invånare är 495.
Terrängen runt Villas de Guadalupe är platt österut, men västerut är den kuperad. Runt Villas de Guadalupe är det tätbefolkat, med 459 invånare per kvadratkilometer. Närmaste större samhälle är Aguascalientes, 15,5 km söder om Villas de Guadalupe. Trakten runt Villas de Guadalupe består till största delen av jordbruksmark.